# Devis Mangia
Devis Mangia (pronunție în italiană [ˈdɛːvis ˈmandʒa]; n. 6 iunie 1974) este un fost jucător de fotbal italian, care acum este antrenor.

## Primii ani de antrenor
Acesta și-a început cariera de antrenor la 30 de ani, lucrând la clubul italian Eccellenza din orașul Varese alături de directorul sportiv Sean Sogliano. A lucrat succesiv la cluburile din Serie D și Serie C2 din Italia de Nord, precum Tritium Calcio, Calcio Ivrea, Valenzana Mado. În anul 2010 s-a întors la Varese, de această dată ca antrenor de tineret.
Naționala U21 a Italiei
Mangia a fost angajat ca antrenor al naționalei U21 a Italiei în locul lui Ciro Ferrara. Acesta a promis să urmeze modelul antrenorului echipei naționale, Cesare Prandelli, care a condus Azzurri în finala Campionatului European de Fotbal UEFA 2012.
Palermo
În iunie 2011, Mangia a acceptat o ofertă de muncă de la directorul Sean Sogliano la Palermo la echipa U19 a clubului sicilian, în locul lui Paolo Beruatto.
Spezia Calcio și AS Bari
În 16 decembrie 2013, a fost numit antrenor al ambițiosului club din Serie B Spezia Calcio, ducându-l pe locul 8 și calificându-l în playoff-urile de promovare, unde a fost învins cu 1-0 de Modena în prima rundă preliminară.
El a părăsit Spezia pentru a deveni noul antrenor al echipei aspirante din Serie B AS Bari în sezonul 2014-2015, dar a fost demis pe 16 noiembrie 2014 din cauza rezultatelor slabe.
CSU Craiova
In anul 2017, a acceptat propunerea de a prelua echipa CS U Craiova cu care a reușit să câștige și Cupa României in fața echipei FC Hermannstadt cu scorul de 2-0. El a fost demis de la echipa in mai 2019 din cauza rezultatelor slabe.

## Legături externe
- Profil la soccerway.com Arhivat în 18 iulie 2017, la Wayback Machine.